# Энтропийная скорость
Энтропийная скорость случайного процесса — в теории информации — величина, показывающая скорость возрастания энтропии при увеличении длины последовательности случайных величин, для которых она рассчитывается.

## Формула
Энтропийная скорость является пределом совместной энтропии {\displaystyle N} случайных величин {\displaystyle X_{k}}, поделённым на {\displaystyle N}, при стремлении {\displaystyle N} к бесконечности:
{\displaystyle H(X)=\lim _{N\to \infty }{\frac {1}{N}}H(X_{1},X_{2},\dots X_{N})},
если предел существует. Альтернативно связанной величиной является:
{\displaystyle H'(X)=\lim _{N\to \infty }H(X_{N}|X_{N-1},X_{N-2},\dots X_{1})}.
Величины {\displaystyle H(X)} и {\displaystyle H'(X)} соответствуют двум различным понятиям скорости энтропии. Первая — это энтропия на символ {\displaystyle N} случайных величин, а вторая — условная энтропия последней случайной величины, учитывая прошлые. Для стационарных случайных процессов выполняется равенство {\displaystyle H(X)=H'(X)}. Энтропийную скорость можно рассматривать как общее свойство случайных эргодических источников, то есть свойство асимптотической равнораспределенности. 
Энтропийную скорость можно использовать для оценки сложности случайных процессов. Она используется в различных приложениях от описания сложности языков, слепого разделения сигналов до оптимизации преобразователей и алгоритмов сжатия данных. Например, критерий максимальной энтропийной скорость может быть использован для отбора признаков в машинном обучении.

## Примеры
Рассмотрим последовательности из {\displaystyle N} случайных величин, принимающих {\displaystyle M} значений.
- Если значения случайных величин равновероятны, то, так как количество различных последовательностей равно {\displaystyle M^{N}}, получаем {\displaystyle H(X_{1},X_{2},\dots X_{N})=\log _{2}M^{N}}, и энтропийная скорость равна {\displaystyle H(X)=\log _{2}M} бит на символ.

- Если {\displaystyle X_{1},X_{2},\dots X_{N}} независимые одинаково распределённые случайные величины, то

{\displaystyle H(X)=\lim _{N\to \infty }{\frac {1}{N}}H(X_{1},X_{2},\dots X_{N})=\lim _{N\to \infty }{\frac {1}{N}}NH(X_{1})=H(X_{1})}.
- Если {\displaystyle X_{1},X_{2},\dots X_{N}} независимые, но не одинаково распределённые случайные величины, то

{\displaystyle H(X_{1},X_{2},\dots X_{N})=\sum _{i=1}^{N}H(X_{i})}.
Тогда
{\displaystyle H(X)=\lim _{N\to \infty }{\frac {1}{N}}\sum _{i=1}^{N}H(X_{i})},
однако этот предел может не существовать.

## Энтропийная скорость для марковских цепей
Для стационарной цепи Маркова, определённой на счётном числе состояний, заданных матрицей переходов {\displaystyle p_{ij}}, энтропийная скорость задаётся выражением:
{\displaystyle \displaystyle H(X)=-\sum _{ij}\mu _{i}p_{ij}\log _{2}p_{ij}},
где {\displaystyle \mu _{i}} является решением системы уравнений:
{\displaystyle \mu _{j}=-\sum _{i}\mu _{i}p_{ij}}
для всех {\displaystyle j}.
Если цепь Маркова неприводима и непериодична, то она имеет единственное
стационарное распределение на состояниях, и любое начальное распределение стремится к стационарному распределению при {\displaystyle N\rightarrow \infty }. В этом случае, даже если начальное распределение не является стационарным распределением, скорость энтропии, которая
определяется в терминах долгосрочного поведения, равна {\displaystyle H(X)}.